# Alessandro Gandini
Alessandro Gandini (Modena, 26 febbraio 1807 – Modena, 17 dicembre 1871) è stato un compositore italiano.

## Biografia
Nato a Modena nel 1807, figlio del musicista Antonio e di Benedetta Fontana, dama della duchessa Maria Beatrice, consorte di Francesco IV di Modena, favorito dall'ambiente familiare, Alessandro Gandini manifestò ben presto uno spiccato interesse verso la musica.
Poco più che ventenne, su un testo di Pietro Metastasio, compose l'opera seria Demetrio, messa in scena con successo nel 1828 nel Teatro ducale modenese. L'evento lo favorì nella nomina di aggiunto del padre Antonio come direttore musicale e di cappella del Ducato.
A Demetrio seguirono altre opere: Zaira (1829), Isabella di Lara (1830), Maria di Brabante (1833).

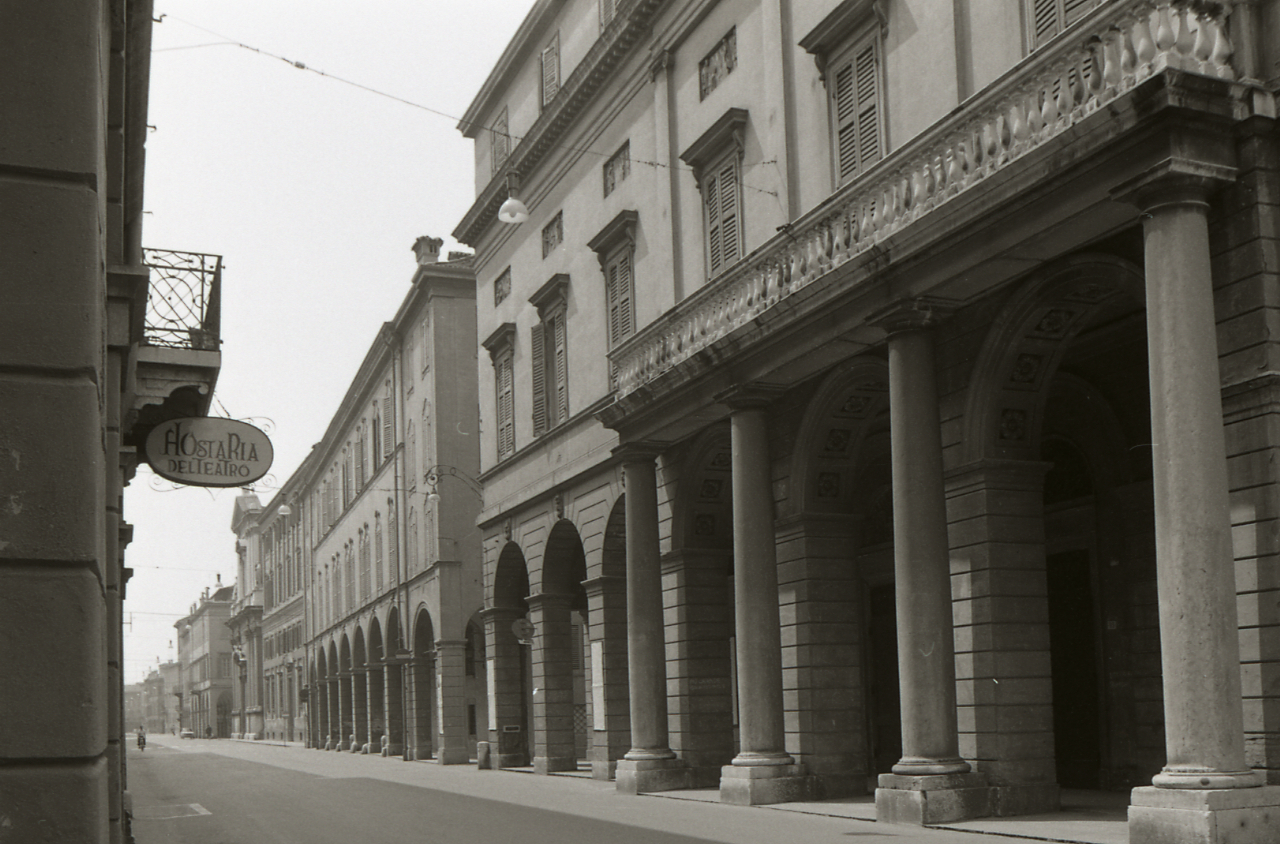
Esterno del Teatro comunale Pavarotti di Modena (1973). Un lavoro di Gandini inaugurò il nuovo teatro nel 1841. Foto di Paolo Monti, 1974.

Nel 1838 gli fu commissionato un lavoro per l'inaugurazione del nuovo teatro modenese in corso Canalgrande (l'odierno Teatro comunale Luciano Pavarotti), l'opera, Adelaide di Borgogna al Castello di Canossa, melodramma serio in tre atti su testo di Carlo Malmusi, fu rappresentata il 2 ottobre 1841.
Qualche mese dopo la morte del padre (avvenuta il 10 settembre 1842) gli succedette nella carica di direttore musicale e di cappella.
Altro avvenimento degno di nota è la sua direzione dello Stabat Mater di Gioachino Rossini, avvenuta a Modena nel 1843, che gli valse la nomina alla presidenza della Società filarmonica.
Dopo l'Unità, su incarico dalla Società operaia di Modena, Gandini compose la musica del coro Gli artigiani alla caccia, rappresentato con successo nel 1866 al Teatro Aliprandi.
Scrisse un'interessante Cronistoria dei teatri di Modena dal 1539 al 1871, pubblicata postuma nel 1873.  Una copia anastatica dell'opera è stata di nuovo pubblicata dall'editore Forni di Bologna nel 1969.
Donò, nei suoi ultimi anni, molti spartiti musicali alla Biblioteca Estense universitaria di Modena. Morì nella città natale, poco prima dei sessantacinque anni, nel 1871.